# Макгрэттен, Брайан
Брайан Макгрэттен (англ. Brian McGrattan; род. 2 сентября 1981, Гамильтон, Онтарио) — профессиональный канадский хоккеист, крайний нападающий, тафгай. Прозвище — «Грэттс» (англ. "Gratts").
На драфте НХЛ 1999 года был выбран в 4 раунде под общим 104 номером командой «Лос-Анджелес Кингз». 2 июня 2003 года как свободный агент подписал контракт с «Оттавой Сенаторз».
Рекордсмен АХЛ по суммарному штрафному времени в одном регулярном первенстве (551 минута в сезоне 2004/05)

## Статистика
```
                                            
                                            --- Regular Season ---  ---- Playoffs ----
Season   Team                        Lge    GP    G    A  Pts  PIM  GP   G   A Pts PIM
--------------------------------------------------------------------------------------
1997-98  Guelph Storm                OHL    25    3    2    5   11  --  --  --  --  --
1998-99  Guelph Storm                OHL     6    1    3    4   15  --  --  --  --  --
1998-99  Sudbury Wolves              OHL    53    7   10   17  153   4   0   0   0   8
1999-00  Sudbury Wolves              OHL    25    2    8   10   79  --  --  --  --  --
1999-00  Mississauga Ice Dogs        OHL    42    9   13   22  166  --  --  --  --  --
2000-01  Mississauga Ice Dogs        OHL    31   20    9   29   83  --  --  --  --  --
2001-02  Mississauga Ice Dogs        OHL     7    2    3    5   16  --  --  --  --  --
2001-02  Owen Sound Attack           OHL     2    0    0    0    0  --  --  --  --  --
2001-02  Oshawa Generals             OHL    25   10    5   15   72  --  --  --  --  --
2001-02  Sault Ste. Marie Greyhoun   OHL    26    8    7   15   71   6   2   0   2  20
2002-03  Binghamton Senators         AHL    59    9   10   19  173   1   0   0   0   0
2003-04  Binghamton Senators         AHL    66    9   11   20  327   1   0   0   0   0
2004-05  Binghamton Senators         AHL    71    7    1    8  551   6   0   2   2  28
2005-06  Ottawa Senators             NHL    60    2    3    5  141  --  --  --  --  --
2006-07  Ottawa Senators             NHL    43    0    2    2   95
--------------------------------------------------------------------------------------
         NHL Totals                        103    2    5    7  236

```